# Soúli (commune grecque)
Pour les articles homonymes, voir Souli.
Soúli (grec moderne : Σούλι) est un dème d’Épire à 45 kilomètres au sud-sud-ouest de Ioannina. 
Il a été créé en 2010 dans le cadre du programme Kallikratis par la fusion des anciens dèmes de Paramythia et de l'Achéron, et de l'ancienne communauté de Souli devenus des districts municipaux.
Le siège du dème est la localité de Paramythiá, sa « capitale historique » celle de Samonida.

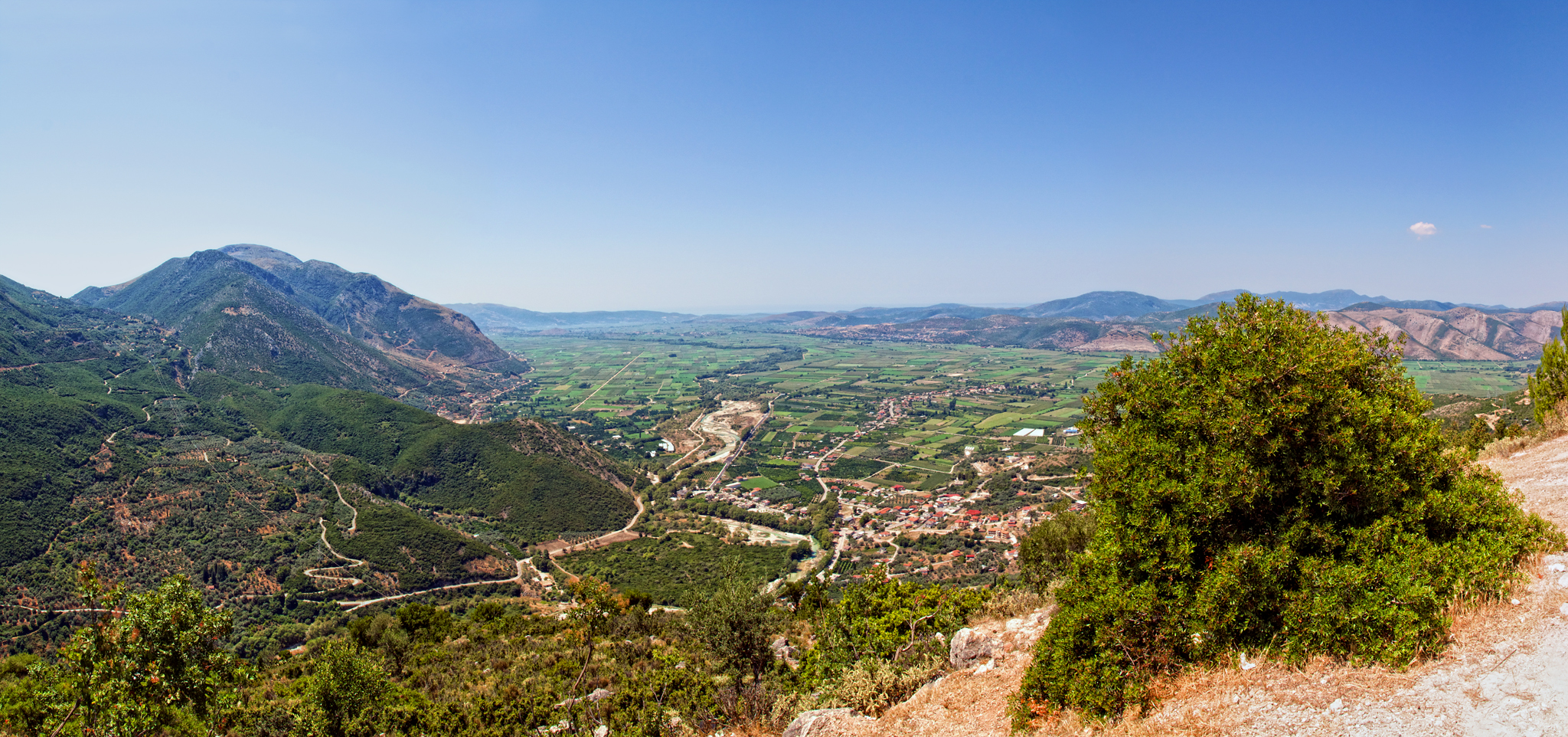
Vallée de l'Achéron vue depuis les montagnes du Souli

## Districts municipaux

### District de l'Achéron
Il tient son nom du fleuve Achéron. L'ancien dème avait été créé en 1997 avec pour siège la localité de Gardiki.

### District de Souli
L'ancienne communauté avait été créée en 1997 avec pour siège la localité de Samonida.

## Histoire
Pour des raisons historique le dème porte le nom du Souli, un massif montagneux ayant longtemps servi de refuge à une communauté chrétienne autonome s'étant illustrée à la fin du XVIIIe siècle et au début du XIXe siècle par sa lutte contre Ali-Pacha et par sa participation à la guerre d'indépendance grecque. Ces évènements avaient conduit les Souliotes à l'abandon de leur territoire.
Comme le reste de l'Épire, la région a rejoint la Grèce en 1912 au cours de la première guerre balkanique.

## Personnalité
- Moskos Tzavellas (v. 1750-1803), héroïne, née à Souli.